# 和谐号CRH380D型电力动车组
和谐号CRH380D型电力动车组，亦稱CRH1-380，铁路迷和传媒有时简称为380D、疯地铁，是中华人民共和国铁道部为营运新建的高速城际铁路及客运专线，由青岛四方庞巴迪铁路运输设备有限公司基于庞巴迪ZEFIRO平台研发的CRH系列高速動車組。中国鐵道部将所有自行发展关键技术、引进国外技术、联合设计生产的中国铁路高速（CRH）車輛均命名為「和谐号」。

## 概要

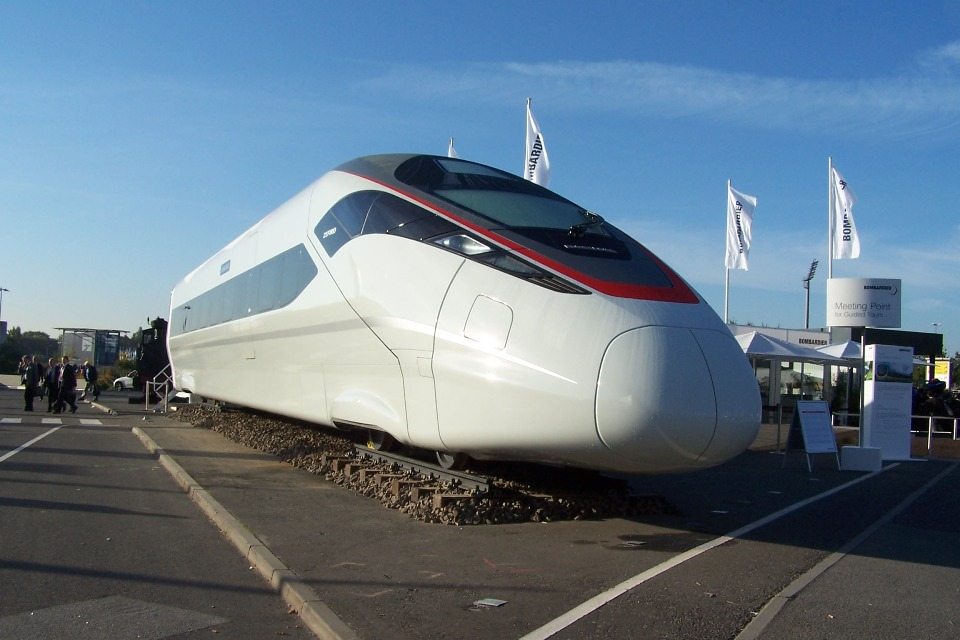
原型车模型

### 研发
铁道部于2009年6月招标采购时速350公里级别高速动车组，青岛四方庞巴迪铁路运输设备有限公司（BST）成为中标厂商之一，获得了20列8节编组和60列16节大编组座车的订单。2009年9月28日，BST与上海铁路局签订了350公里速度级动车组销售合同，总值274亿元人民币。列车将以庞巴迪ZEFIRO 380超高速动车组为技术平台，最高运营速度为350km/h，设计最高速度为380km/h，最高试验速度为420km/h。预计于2012年7月至2014年9月间交付。此后，受铁路总体环境变化，60列16节大编组取消，变更为50列8节编组，即总共生产70列8节编组CRH380D型，动车编号为CRH380D-6601~CRH380D-6670。
在2010年9月举行的2010年德国柏林国际轨道交通技术展览会（Innotrans 2010），庞巴迪首度公开展示了最新ZEFIRO 380动车组头车的1：1全尺寸实体模型，并用互动式三维显示技术展示了车厢内部的设计。

### 应用
BST的时速350公里级别高速动车组原项目名称为CRH1-380（或称CRH1-350、CRH1C），BST内部研发代号为798VHS（Very High Speed）。2010年9月，铁道部下发《关于新一代高速动车组型号、车号及坐席号的通知》，将BST的CRH1-380型动车组定型为CRH380C系列，其中短编组动车为CRH380C，而长编组动车为CRH380CL。至2010年12月中旬，铁道部重新分配动车组车号，根据《运装客车【2010】807号》文件，将CRH380C改为CRH380D系列，其中短编组动车为CRH380D（CRH1C），長编组动车为CRH380DL（CRH1D）。
CRH380D原定率先运用于2013年开通的宁杭客运专线和杭甬客运专线，但后来前往广州南动车基地继续进行测试。2013年12月下旬，CRH380D开始在广州南-长沙南区间进行不载客运营。车次为G6104-G6111-G6112-G6121。2014年2月18日-29日、2014年5月4日-29日，6月3日起。CRH380D开始载客运营考核，运行区间为广州南-长沙南，车次为G6104-G6111-G6112-G6121。其中6602号上线运行，6601号作为备用车。2014年4月30日-5月3日、5月30日-6月2日，运行区间为深圳北-广州南区间。车次为G6211-G6206-G6221-G6212-G6229-G6218-G6224-G6243-G6242。2015年3月21日。CRH380D列车开始向上海铁路局批量交货。2015年五一期间，CRH380D临时担当沪宁、合宁、沪杭、杭深线部分临客，其中在沪宁线上运行的为四组非统型重联，其余为统型重联。2015年5月20日起，CRH380D开始正式上线载客运营，同年7月1日开始担当部分京杭、京甬列车。
自2014年7月1日起，所有CRH380动车组编号均作出了更改，CRH380D原编号为（CRH380D-6601～CRH380D-6603），现改为（CRH380D-1501～CRH380D-1503），该编号之后的生产动车组均依照新规定之格式定编号。

## 内部
CRH380D动车组采用动力分散式，每列8节编组，共4节动车和4节拖车（4M4T）。列车可透过两组联挂方式增至16节。列车设有一等座/特等座车（ZYT）、二等座车（ZE）和带酒吧的二等座车／餐车（ZEC）。其中一等座采用2+2方式布置，二等座为3+2布置。

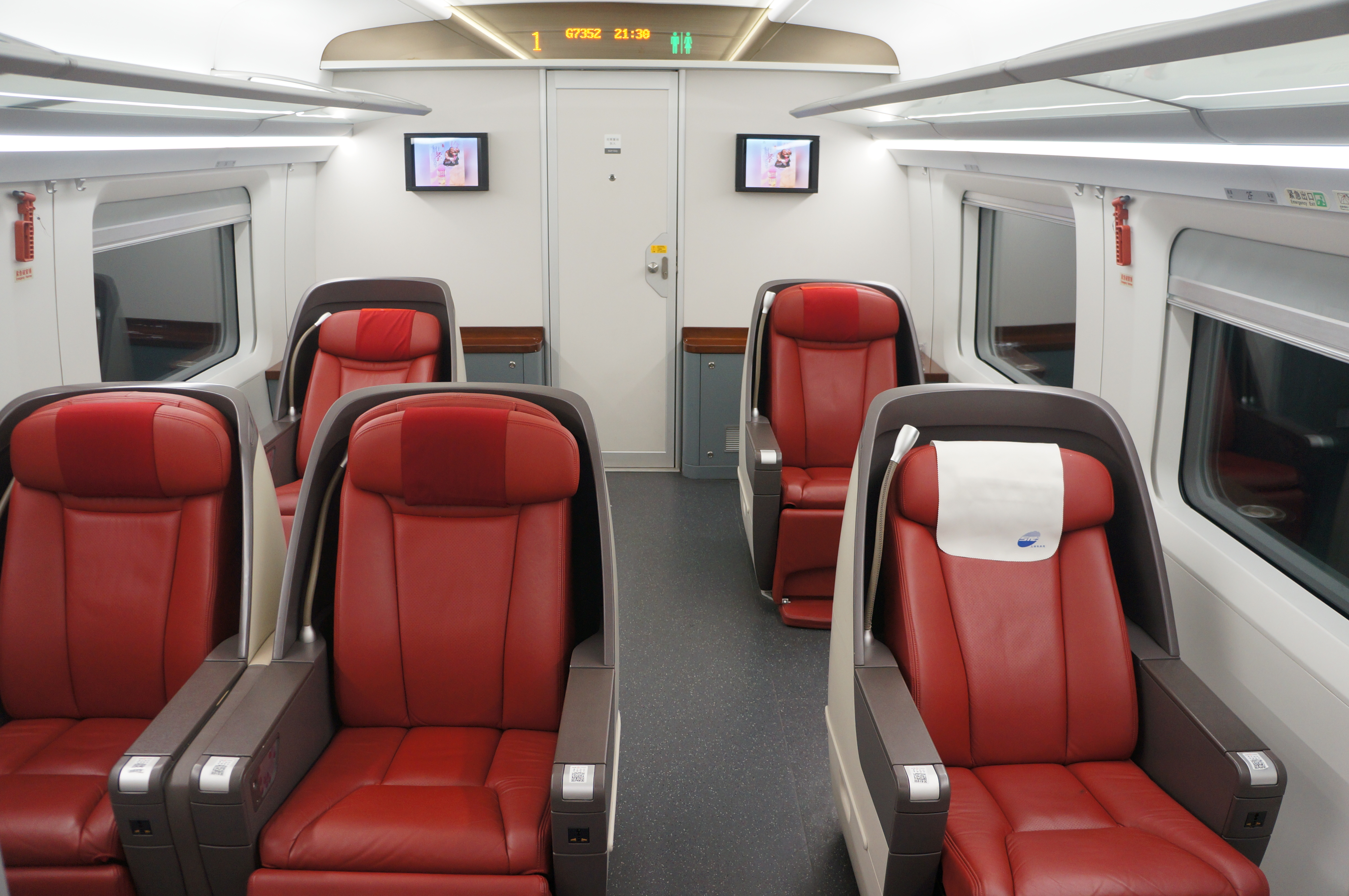
商务座内饰
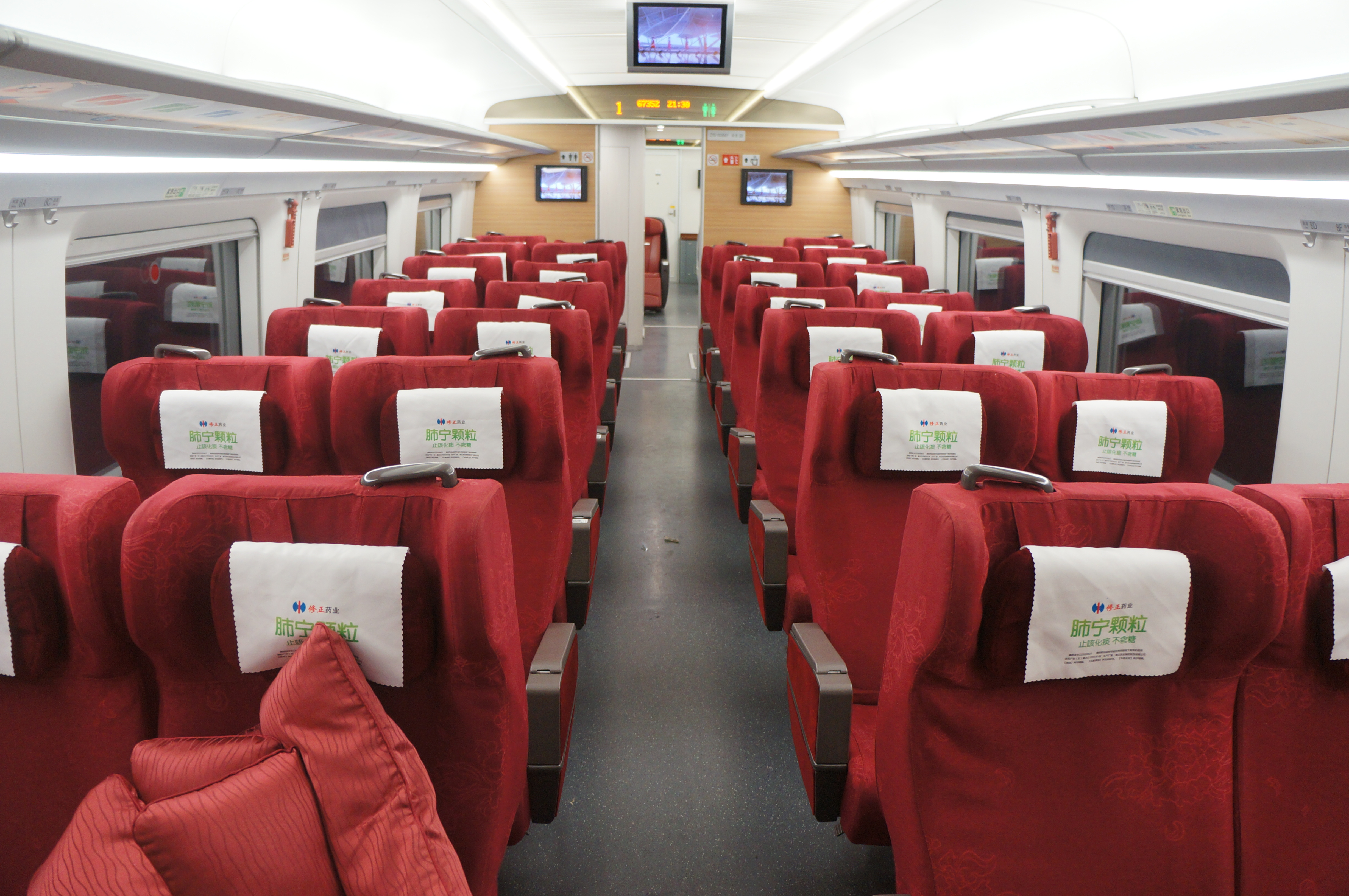
一等座内饰
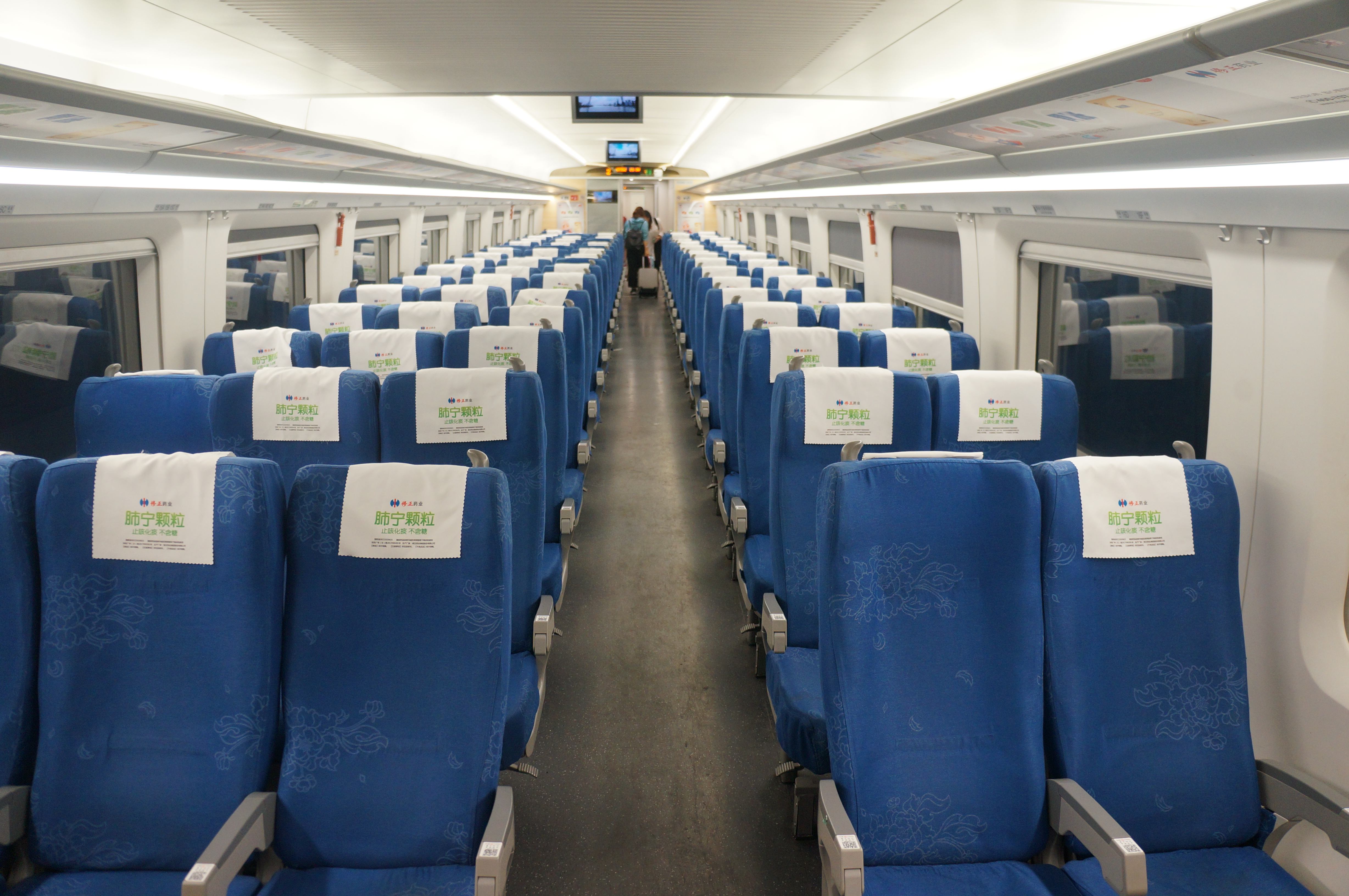
二等座内饰
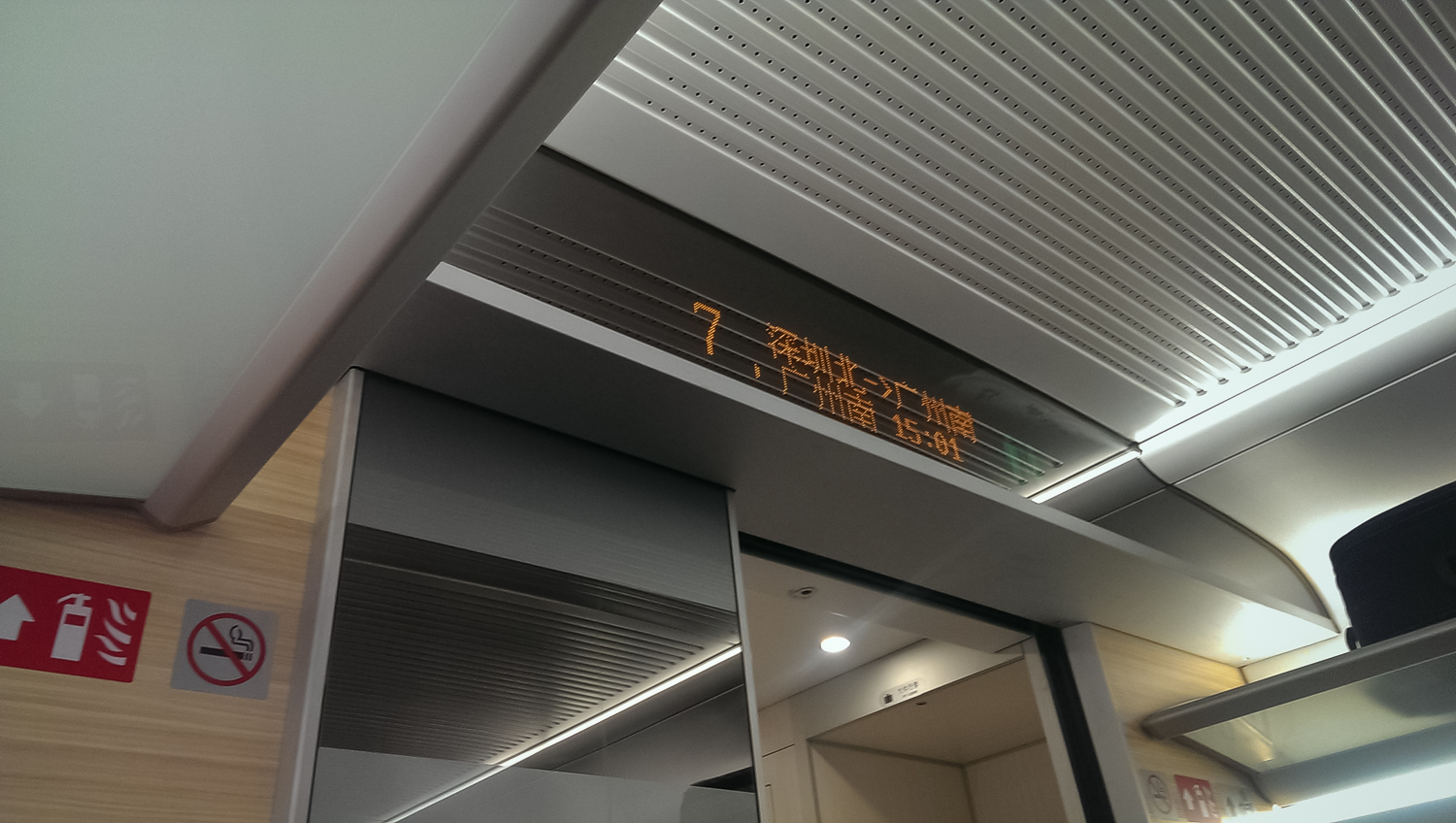
车厢内LED显示屏（前期生产）
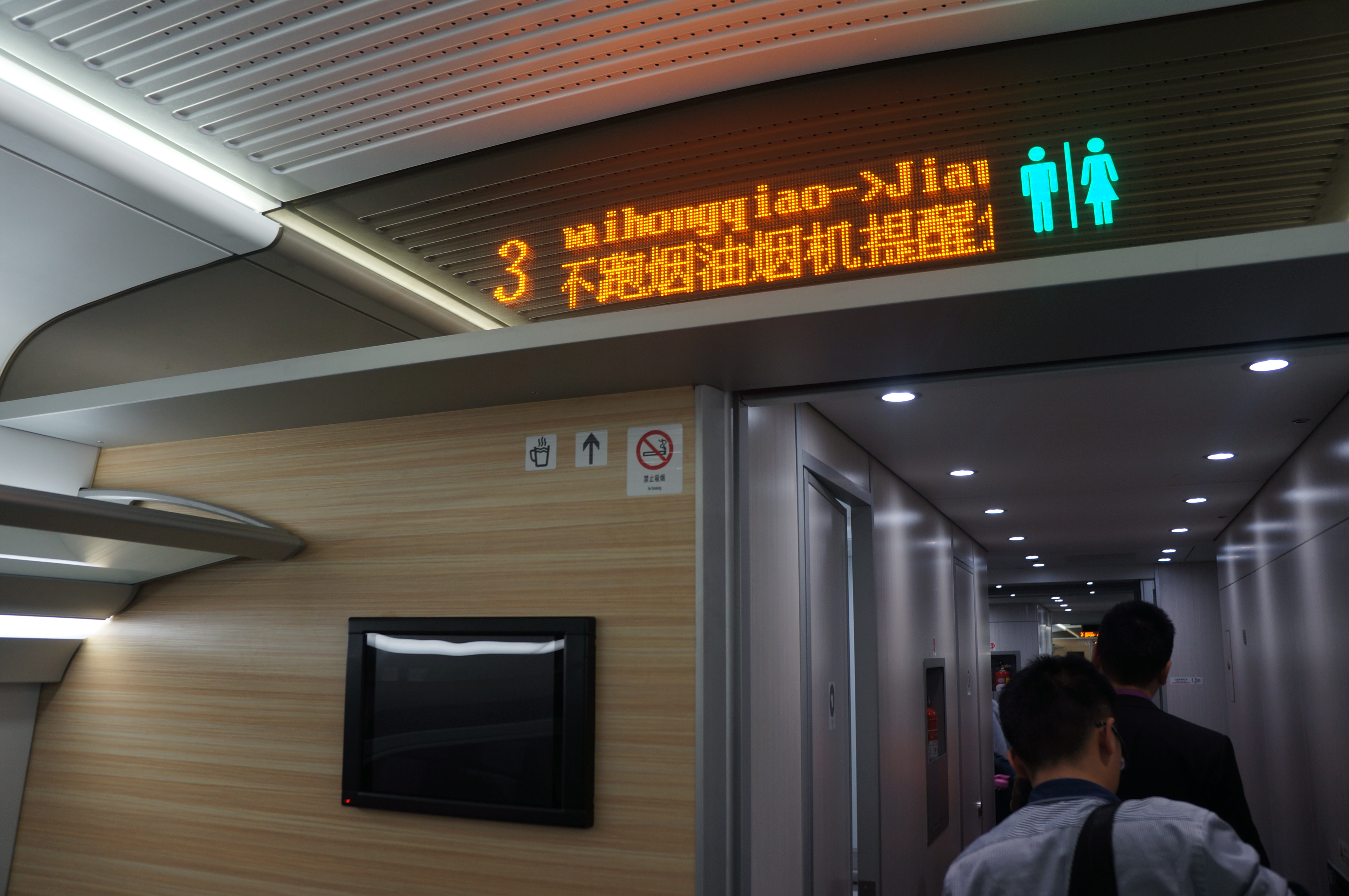
车厢内LED显示屏（后期生产）
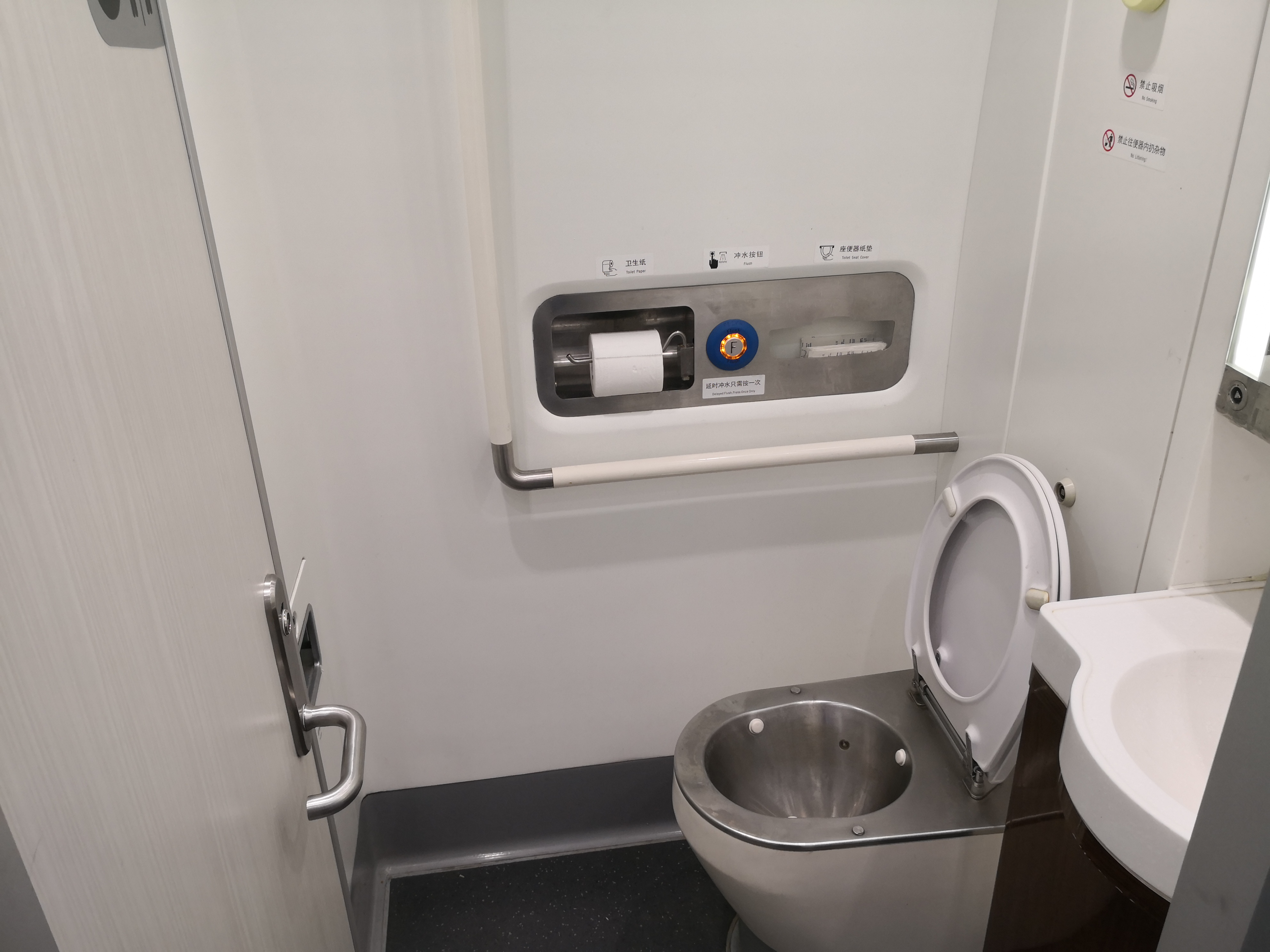
卫生间

## 车辆配属概况
至2016年8月，全数85组CRH380D系列动车组已经出厂，分属上海局集团和成都局集团。
| 配属       | 数量 | 动车组编号                                                                                           | 运用所   | 备注                                                  |
| ---------- | ---- | --- | -------- | ----------------------------------------------------- |
| CRH380D    |      | |          |                                                       |
| 成都局集团 | 36   | 1515、1526、1537～1544、1547、1548、1550～1560、1563、1564、1567、1571、1572、1578～1585             | 贵阳北   |                                                       |
| 上海局集团 | 49   | 1501～1514、1516～1525、1527～1536、1545、1546、1549、1561、1562、1565、1566、1568～1570、1573～1577 | 上海南翔 | 1511及以后为统型车 1502前為廣州局集團，用作實地試驗。 |

## 列车编组
车厢型号
- ZY：一等座车（First Class Coach）
- ZE：二等座车（Second Class Coach）
- ZEC：二等座车／餐车（Second Class Coach／Dining Coach）
- ZYS：一等座车／商务座车（First Class Coach／Business Coach）
- ZES：二等座车／商务座车（Second Class Coach／Business Coach）

拉丁字母意思
- Z：Zuo（拼音），座，座车
- Y：Yi（拼音），一，一等
- E：Er（拼音），二，二等
- C／CA：Can（拼音），餐，餐车
- S：Shang（拼音），商，商务

### CRH380D非统型车
| 车厢号   | 1                       | 2                      | 3           | 4              | 5           | 6           | 7                      | 8                       |
| 车型     | 一等座车／特等座        | 二等座车               | 二等座车    | 二等座车／餐车 | 二等座车    | 二等座车    | 二等座车               | 二等座车／特等座        |
| 车辆编号 | CRH380D-1XXX ZYT 1XXX01 | ZE 1XXX02              | ZE 1XXX03   | ZEC 1XXX04     | ZE 1XXX05   | ZE 1XXX06   | ZE 1XXX07              | CRH380D-1XXX ZET 1XXX00 |
| 动力配置 | 有动力，带驾驶室（Mc）  | 无动力，带受电弓（Tp） | 有动力（M） | 无动力（T）    | 无动力（T） | 有动力（M） | 无动力，带受电弓（Tp） | 有动力，带驾驶室（Mc）  |
| 定員     | 6+32                    | 84                     | 84          | 45             | 84          | 81          | 84                     | 4+50                    |

- XXX：列车编号（501～510）

### CRH380D统型车
| 车厢号   | 1                       | 2                      | 3           | 4           | 5              | 6           | 7                      | 8                       |
| 车型     | 一等座／商务座车        | 二等座车               | 二等座车    | 二等座车    | 二等座车／餐车 | 二等座车    | 二等座车               | 二等座／商务座车        |
| 车辆编号 | CRH380D-1XXX ZYS 1XXX01 | ZE 1XXX02              | ZE 1XXX03   | ZE 1XXX04   | ZEC 1XXX05     | ZE 1XXX06   | ZE 1XXX07              | CRH380D-1XXX ZES 1XXX00 |
| 动力配置 | 有动力，带驾驶室（Mc）  | 无动力，带受电弓（Tp） | 有动力（M） | 无动力（T） | 无动力（T）    | 有动力（M） | 无动力，带受电弓（Tp） | 有动力，带驾驶室（Mc）  |
| 定员     | 5+28                    | 85                     | 85          | 75          | 63             | 85          | 85                     | 5+40                    |

- XXX：列车编号（511～585）

## 外部連結
- 青島四方龐巴迪鐵路運輸設備有限公司